# Tiger Army
Tiger Army — музыкальная группа, основанная в 1995 году в городе Беркли, Калифорния. Её музыкальным направлением был избран жанр сайкобилли.

## История
Они сыграли свой первый концерт в легендарном клубе 924 Гилман Стрит, на разогреве у AFI, которые остались их ближайшими друзьями до сих пор. Вначале состав группы был следующим: Ник 13, Джоэль Дэй (контрабас), Адам Карсон (ударные, так же AFI). В таком составе они записали свою первую EPишку, которая попала в руки Тима Армстронга из Rancid; он заинтересовался и подписал группу на свой лейбл Hellcat Records. Джоэль Дэй покинул группу до подписания контракта и на их первом альбоме, Tiger Army (1999) играл Роб Пелитьер из легендарных The Quakes.
После записи альбома на должность контрабасиста заступил Джефф Кресге (экс — AFI, Blanks77). Адам окончательно посвятил себя AFI, и барабанщиком стал Лондон Мэй (Samhain, Son Of Sam). В таком составе был записан второй альбом Tiger Army II: Power of Moonlite. После этого Мэй покинул группу и его место занял Фред Хелл. Фред провёл с группой несколько туров, но после нескольких пулевых ранений, которые он получил, когда грабители ворвались в квартиру его друга, он так и не оправился.
На третьем альбоме Tiger Army III: Ghost Tigers Rise играл сессионный барабанщик Майк Фассано, техник Rancid и самих Tiger Army. После этого альбома группу покинул Джефф, который сначала играл на гитаре в Horrorpops, а потом снова на контрабасе в своей группе Viva Hate. Ник 13 пригласил в группу известного контрабасиста Джефф Роффредо, славного игрой в Calavera и великолепных Rezurex и барабанщика Джеймса Мезу (так же из Rezurex). В этом составе был записан последний на данное время альбом Music From The Regions Beyound (2007).
Недавно в группе снова произошли изменения, которые старые поклонники группы восприняли с радостью. В группу вернулся Джефф Кресге, он продолжит с группой их большой тур по США и Европе.
Небольшой и, в общем, всем известный факт, Ник13 является близким другом Дэйви Хэвока из AFI, он записал бэки на большей части их альбомов, а Дэйви -постоянный гость на записях Tiger Army.

## Участники группы

### Текущийсостав
- Ник13 — вокал, гитара (с 1995 г.)
- Djordje Stijepovic — контрабас(с 2015)
- Майк Фасано — барабаны, перкуссия (2004, 2015 live and Tiger Army III: Ghost Tigers Rise)

### Бывшие участники
- Joel Day — контрабас (1995—1997)
- Адам Карсон — барабаны, перкуссия (1995—2000)
- Лондон Мэй — барабаны, перкуссия (2000—2002)
- Фред Хэлл — барабаны, перкуссия (2002—2004)
- Джефф Роффредо — контрабас (2004—2008)
- Джефф Кресге — контрабас(с 1999 по 2004, 2008-2015)
- Джеймс Меза — барабаны, перкуссия (с 2004-2014)

### Сессионные музыканты
- Роб Пелитьер — контрабас (1999, Tiger Army)

## Дискография

### Студийные альбомы
- 1999: Tiger Army
- 2001: Tiger Army II: Power of Moonlite
- 2004: Tiger Army III: Ghost Tigers Rise
- 2007: Music From The Regions Beyound
- 2016: V •••–
- 2019: Retrofuture

### Синглы (EP)
- 1997: Temptation EP
- 2002: Early Years EP
- 2004: Ghost Tigers EP

### Сборники
- 2007: 2007 Warped Tour Compilation